# Dorycnia mirabilis
Dorycnia mirabilis är en insektsart som beskrevs av Irena Dworakowska 1994. Dorycnia mirabilis ingår i släktet Dorycnia och familjen dvärgstritar. Inga underarter finns listade i Catalogue of Life.